# Perry Wilson
Perry Wilson (1916 – 30 de diciembre de 2009) fue una actriz teatral, cinematográfica y televisiva de nacionalidad estadounidense, activa principalmente en las décadas de 1950 y 1960, y conocida sobre todo por su papel en el film de 1957 Fear Strikes Out.

## Biografía
Su verdadero nombre era Mary Elizabeth Wilson, y nació en Bound Brook, Nueva Jersey, siendo sus padres Dorothy Roe y Edward A. Wilson. La familia se mudó a Truro (Massachusetts), y Wilson cambió su nombre por Perry cuando tenía 13 años de edad.
Wilson, que era seguidora de la ciencia cristiana, estudió en la escuela teatral Tamara Daykarhanova de Nueva York, donde conoció a su futuro marido, el actor y director teatral Joseph Anthony. Wilson y Anthony cofundaron la America Actors Company en 1938. La primera interpretación de la compañía fue Las troyanas, en la cual actuaban Mildred Dunnock y Horton Foote. Wilson se casó con Anthony en 1942, siete años después de haberse conocido.
Entre las obras teatrales del circuito de Broadway en las cuales actuó Wilson figura Cream in the Well, dirigida por Mary Hunter y escrita por Lynn Riggs. También participó en The First Crocus, Pillar to Post, Village Green, y His and Hers. Wilson hizo una gira nacional con Ethel Barrymore con la pieza The Corn is Green, en la cual encarnaba a Bessie Watty.
Con relación a su carrera cinematográfica, destaca su actuación en 1957 en el film Fear Strikes Out, con Karl Malden y Anthony Perkins. Otra de sus películas fue The Matchmaker.
En el ámbito televisivo Wilson actuó en episodios de los shows The United States Steel Hour, Naked City, The Philco-Goodyear Television Playhouse, The Defenders y Kraft Television Theatre.
Tras nacer sus dos hijos, Ellen y Pete, Wilson prácticamente se retiró de la interpretación. Se dedicó a la pintura, estudiando con Jerry Farnsworth en Truro (Massachusetts), y dedicándose principalmente a la composición de paisajes. Finalmente se retiró a su domicilio en Truro.
Perry Wilson falleció en la Chestnut Hill Benevolent Association de Chestnut Hill, Massachusetts, en 2009. Tenía 93 años de edad.